# Ottone Canella
Ottone Canella (Genova, 1070 circa – prima del 1143) è stato un nobile italiano, console della Repubblica di Genova nel 1133 e padre di Grimaldo Canella, considerato il capostipite della famiglia Grimaldi.

## Origini
Ottone nacque probabilmente dopo il 1070 ca. ed era un nobile e patrizio genovese.
Ottone infatti risulta fra i testi di un atto sottoscritto dai componenti del casato nel quale si riscontra il "nomen gentis" Grimaldo (nome ricorrente).

## Ascesa familiare
Ad ogni modo Ottone apparteneva alla nobiltà feudale che, nel corso dell'XI secolo, iniziò ad abitare nelle mura della città. Ottone riuscì a diventare poi Console di Genova (1133), collocando la sua famiglia fra i casati in vista della città.
Egli sposò inoltre una donna di nome Adelasia, probabilmente una nobildonna locale, ma della quale si ignora il cognome. Da costei Ottone ebbe vari figli: Rubaldo, Bellamunto, Otto, Carlo, Bulzaneto, Anna Canella ed infine Grimaldo Canella che sarà poi il capostipite vero e proprio dei Grimaldi. Questo suo primo nucleo familiare costituì dunque l'origine e la base della futura casata dei Grimaldi, mentre, i Canella continuarono ad esistere, in linee collaterali, estinguendosi poi nel secolo XVI.

## Sviluppo della famiglia Grimaldi
Ottone morì prima del 1143, anno in cui risulta già defunto. La guida della casata passò a questo punto ai figli maschi, fra i quali, ben presto, si sarebbe imposto Grimaldo.
Ottone fu per secoli messo in ombra, nelle genealogie note, dal figlio Grimaldo, al quale vennero attribuiti come genitori ed avi, mitici nobili e Principi, addirittura voluti discesi dagli Heristal; con lo scopo, di giustificare "per diritto" il potere del casato sul Principato di Monaco (che in realtà fu ottenuto solo nel secolo XIV-XV e con altre manovre) e poi per collocare ancora di più la famiglia Grimaldi nell'orbita francese (quando nel secolo XVII essi passarono ad allearsi alla Francia).
È Ottone però a essere il capostipite vero del casato, anche se il figlio Grimaldo costituisce il patriarca eponimo della casata che da lui prese il cognome. Ottone dunque ricollega la sua famiglia ad origini locali e si pone come il primo e più antico antenato certo e sicuro. La sua stessa ascendenza non è ben definita e completamente accertata.
Esistono varie ipotesi sul "nomen" Grimaldi: probabilmente un patronimico che divenne un cognome (ovvero dal nome ereditato dal padre), mentre il cognome "Canella" era un soprannome cognomizzato e forse aveva probabilmente con una qualche affinità o ragione con l'omonima spezia importata, magari ai tempi della I Crociata (1096-1099).